# منتخب شعب الغجر لكرة القدم
منتخب شعب الغجر لكرة القدم هو منتخب كرة قدم يمثل شعب الغجر. لا ينتمي المنتخب لا للفيفا ولا اتحاد قاري آخر، ولكنه انضم إلى اتحاد الجمعيات المستقلة لكرة القدم ويلعب في البطولة الأوربية لهذا الاتحاد.